# Konstsim vid världsmästerskapen i simsport 2025 – Mixat fritt parprogram
Mixat fritt parprogram i konstsim vid världsmästerskapen i simsport 2025 avgjordes den 25 juli 2025 i World Aquatics Championships Arena i Singapore.

## Resultat
Finalen startade klockan 10:02.
| Placering | Simmare                                       | Nationalitet         | Poäng    |
| --------- | --------------------------------------------- | -------------------- | -------- |
| 1         | Dennis González Iris Tió                      | Spanien              | 323,8563 |
| 2         | Aleksandr Maltsev Olesia Platonova            | Neutrala idrottare B | 323,4438 |
| 3         | Ranjuo Tomblin Isabelle Thorpe                | Storbritannien       | 322,0583 |
| 4         | Filippo Pelati Lucrezia Ruggiero              | Italien              | 315,9598 |
| 5         | Gustavo Sánchez Emily Minante                 | Colombia             | 282,9484 |
| 6         | Nicolás Campos Theodora Garrido               | Chile                | 277,8287 |
| 7         | Guo Muye Liu Jinhan                           | Kina                 | 256,8216 |
| 8         | Kantinan Adisaisiributr Pongpimporn Pongsuwan | Thailand             | 254,7522 |
| 9         | Frithjof Seidel Maria Denisov                 | Tyskland             | 203,1574 |
| 10        | José Borges Talía Joa                         | Kuba                 | 142,1834 |
| 11        | Eduard Kim Nargiza Bolatova                   | Kazakstan            | 0DNS0    |